# Ministère des Affaires étrangères (Estonie)
Le ministère des Affaires étrangères (en estonien : Välisministeerium, sigle VäM) est un ministère chargé de la politique étrangère en Estonie.

## Mission
Le ministère des affaires étrangères est chargé de:
- Résolution des problèmes liés aux accords internationaux et à l'économie internationale ;
- Organisation de la communication entre l'État estonien et les pays étrangers ainsi que les organisations internationales ;
- Organisation d'un protocole interne et externe en cas de célébration de fêtes nationales et de visites à l'étranger d'importance nationale, ainsi que de réception d'invités de haut rang ;
- Protéction des intérêts de l'État estonien et des citoyens des pays étrangers ;
- Organisation du développement international et de l'aide humanitaire;
- Présentation de l'Estonie et préparation de projets de législation pertinente.

## Organisation
- Sous le ministre :

1. Département Audit Interne
2. Chancelier

- Sous le chancelier :

1. Département du protocole d'État
2. Service presse
3. Département d'analyse de l'information
4. Département de la sécurité diplomatique
5. Département de Diplomatie Publique
6. Vice-chancelier pour les affaires politiques

- Division des politiques (Bureau de la politique de sécurité et du contrôle des armements, Bureau des organisations internationales, Bureau de l'Europe orientale et de l'Asie centrale ; Bureau de l'Asie, de l'Afrique, de l'Australie et de l'Amérique latine, Bureau du correspondant européen, Bureau de la planification des politiques)
  - Vice-chancelier pour la politique économique internationale et la coopération au développement
- Département de l'économie internationale et de la coopération au développement (Bureau de la politique du commerce extérieur et des organisations économiques internationales, Bureau de la coopération au développement et de l'aide humanitaire, Bureau de la diplomatie culturelle et commerciale)
  - Vice-chancelier pour les affaires juridiques et consulaires
- Service juridique (Bureau du droit international, Bureau du droit de l'Union européenne)
- Département Consulaire (Bureau des Services Consulaires, Bureau de l'Assistance Consulaire)
  - Vice-chancelier pour la coopération européenne et transatlantique
- Direction de la coopération européenne et transatlantique (Europe de l'Ouest et Amérique du Nord, Office des affaires économiques et financières de l'Union européenne, Office de l'Europe du Nord et centrale, de l'énergie et du climat ; Europe du Sud-Est, Office des affaires générales et de l'élargissement de Union européenne)
  - Vice-chancelier pour les affaires administratives
- Direction des Technologies de l'Information (Direction Logiciels, Matériels et Support Utilisateurs, Direction Systèmes d'Information, Réseaux et Télécommunications)
- Direction Financière (Direction du Budget et des Investissements, Direction Comptable)
- Département Administratif (Bureau Administratif, Département Administratif et Transport, Département Construction et Immobilier)
- Direction des Ressources Humaines (Direction des Ressources Humaines, Direction du Développement et de la Politique Internationale du Personnel)